# Цвикки, Фриц
Фриц Цвикки (нем. Fritz Zwicky; 14 февраля 1898, Варна, Болгария — 8 февраля 1974, Пасадина, США) — американский астрофизик швейцарского происхождения.
Он работал большую часть своей жизни в Калифорнийском технологическом институте в США (с 1925 г.), где сделал большой вклад в теоретическую и наблюдательную астрономию. Изучал взаимодействующие галактики, а также нейтронные звёзды (вместе с немецким астрономом Вальтером Бааде предположил, что они являются остатками взрывов сверхновых). В 1937 году предложил использовать явление гравитационной линзы для наблюдения удалённых космических объектов.
Среди наиболее значимых работ Цвикки — теория скрытой массы. Он разработал её в 30-е годы XX века. Эта теория заключается в том, что большую часть Вселенной занимает так называемая «скрытая масса» — невидимое вещество, которое проявляет себя по взаимодействию с видимым посредством сил тяготения. Масса этого вещества во много раз превышает массу всех наблюдаемых объектов. Также, согласно теории, за пределами видимых границ галактики (в том числе и Млечного Пути) простирается несветящаяся, тёмная материя, называемая тёмным гало. К скрытой массе могут относиться чёрные дыры и коричневые карлики (газовые тела с массой, промежуточной между массами звёзд и планет). Проблема скрытой массы исследовалась в прошлом веке и исследуется в настоящее время.

## Биография
Родился в Княжестве Болгария. Его отец, швейцарец Фридолин, был видным промышленником в Варне, а также служил посланником Норвегии (1908—1933). В 1904 году отец отправил шестилетнего Фрица на историческую родину, в швейцарский Гларус.
В 1920 окончил Швейцарский федеральный технологический институт в Цюрихе, в 1922 защитил диссертацию по физике.
В 1925 году переехал в США.
В честь Цвикки назван астероид 1803 Цвикки и кратер на Луне.

## Сочинения
- Fritz Zwicky. «On the Masses of Nebulae and of Clusters of Nebulae» 1937.
- Fritz Zwicky. Discovery Invention, Research Through the Morphological Approach. McMillan, 1969.
- Fritz Zwicky. On the Frequency of Supernovae. II. Astrophys. J., 1942, vol. 96, p.28.